# I pirati della Malesia
I pirati della Malesia è un romanzo d'avventura dello scrittore veronese Emilio Salgari, pubblicato nel 1896. 
È il terzo episodio del cosiddetto ciclo indo-malese e riveste un'importanza chiave per l'intera saga: per la prima volta nella letteratura salgariana, infatti, si allacciano in un'unica opera le storie dei pirati malesi (trattate anni prima ne Le tigri di Mompracem) e le avventure dei cacciatori di serpenti delle Sundarbans, materia de I misteri della jungla nera. Con quest'operazione, l'autore ovvia a varie soluzioni letterarie. Anzitutto, trova l'escamotage per far tornare in scena il suo personaggio più famoso e riuscito, Sandokan; in secondo luogo, gli associa la figura, per certi versi simile, di Tremal-Naik, diminuendone la carica passionale mostrata ne I misteri della giungla nera; in ultimo, trova la maniera di far diventare i due personaggi parenti tra loro. 
Secondo uno schema già sperimentato nel precedente romanzo, inoltre, Salgari fa sì che i vari capitoli del ciclo mantengano un finale aperto, così da permettergli ampio margine di manovra per svilupparne il seguito: è con questo romanzo, dunque, che per davvero prende corpo l'idea di un ciclo dedicato a Sandokan e ai suoi compagni di avventure.

## Trama

### Parte I: La Tigre della Malesia
Colta da un nubifragio, la nave Young India, che fa vela su Sarawak, si frantuma sulle scogliere di Mompracem, e viene puntualmente assalita dai pirati, tornati di recente padroni dell'isola. Durante l'abbordaggio, il portoghese Yanez de Gomera, alla guida dei tigrotti, salva la vita ad un valoroso maharatto che si è battuto all'ultimo sangue: si tratta di Kammamuri, imbarcato sul bastimento assieme ad Ada Corishant, già visti nel libro precedente. Portato al cospetto di Sandokan, il maharatto svela il motivo del suo viaggio: Suyodhana, il capo dei thug, ha barbaramente ucciso Harry Corishant dinanzi agli occhi della figlia e ha fatto arrestare Tremal-Naik, ora detenuto a Sarawak e condannato alla prigionia in una colonia penale. Ada, dal canto suo, è ancora distrutta dall'accaduto e pare completamente fuori di senno. Da questo racconto, Sandokan e Yanez comprendono che la giovane altro non è che la cugina di Marianna Guillonk, sposa di Sandokan, morta di recente durante un'epidemia.
Sandokan e Yanez decidono di partire subito: dopo una caccia in mare, riescono a conquistare con uno stratagemma il comando dell'Helgoland, la nave che avrebbe dovuto prelevare Tremal-Naik e portarlo nella colonia penale di Norfolk; tuttavia, probabilmente traditi dall'equipaggio della stessa nave, restano coinvolti in una battaglia in mare con una cannoniera del rajah bianco James Brooke, detto lo "Sterminatore dei pirati", quindi abbandonano il bastimento e provano un altro stratagemma.

### Parte II: Il Rajah di Sarawak
Yanez, fingendosi un lord inglese, entra alla corte del Rajah bianco, conquistandone la fiducia. Riuscito ad ottenere il permesso di andare in visita alle prigioni, trova Tremal-Naik e lo droga con un potente narcotico, che ne provoca una morte apparente, con l'idea di farlo seppellire dai suoi carcerieri e, successivamente, dissotterrare da Sandokan, che è rimasto appostato nella foresta. Si frappone a questo piano Lord James Guillok, zio di Marianna e nemico dei pirati: ospite di una festa in casa del rajah, Lord James smaschera Yanez e lo fa arrestare. Brooke, profondo conoscitore dei costumi indo-malesi, somministra allora al suo prigioniero una limonata corretta a oppio e youma, un potente estratto naturale che "scioglie la lingua": in tal modo, il rajah viene a conoscenza del piano e si precipita al cimitero con un drappello di soldati, risoluto a far cadere Sandokan in un'imboscata. Il pirata riesce però ad avere la meglio su di lui, facendolo prigioniero e negoziando uno scambio: la libertà di James Brooke in cambio di quella di Yanez.
Liberato l'amico fraterno e risvegliato Tremal-Naik, a Sandokan non resta altro da fare che provare a far riavere Ada, con l'idea di provocarle uno shock uguale e contrario a quello che le ha procurato lo stato di delirio nel quale versa. Così, accampatosi coi suoi in un capanno nella foresta di Sarawak, inscena l'attacco alla pagoda dei thug raccontato nelle ultime pagine de I misteri della giungla nera. L'operazione riesce, ma, contestualmente, il rajah Bianco Brooke contrattacca i tigrotti e li costringe a una lunga e sanguinosa battaglia. Braccato e rimasto con un drappello di fedelissimi ridotto all'osso dalla furia della battaglia, Sandokan è costretto ad arrendersi e viene arrestato assieme a Yanez e ai due tigrotti sopravvissuti, Sambigliong e Tanauduriam, per essere deportati in una colonia penale. Kammamuri e Ada sono lasciati in libertà (si occuperà di loro Lord Guillonk), mentre Tremal-Naik viene ricondotto a Sarawak.  
Versione integrale
Una volta a bordo della nave che dovrà portarli in una colonia penale, Sandokan e i suoi fedelissimi sollevano una sommossa di forzati, ma succede poi un naufragio a scompigliare i loro piani, così i pirati sono nuovamente raggiunti dai soldati di Brooke, che li riportano a Sarawak. Sambigliong, però, riesce a dileguarsi e, grazie ad un colpo di fortuna, si ritrova sulla rotta dello yacht di Lord Guillonk, con a bordo Kammamuri e Ada Corishant. L'anziano inglese, commosso dallo spirito di sacrificio di Sandokan, è ora deciso ad aiutarlo, e organizza una spedizione a Sedang, dove vive esule (e guardato a vista) il nipote di Muda-Hassin, rajah di Sarawak spodestato da Brooke; mentre Lord Guillonk libera il giovane pretendente al trono, Sambigliong, invece, risale la costa e torna a Mompracem, per preparare una flottiglia di praho alla guida della quale attaccare Sarawak. Il piano riesce e i tigrotti irrompono a Sarawak, liberano i loro capi-pirateria e depongono il rajah bianco.
Versione ridotta
Ada e Kammamuri, rimasti nel capanno, disperano ormai di poter riabbracciare i loro amici e salvatori. Improvvisamente, però, dall'ammasso di corpi esanimi, si rialza uno dei caduti: si tratta del tigrotto malese Aïer-Duk, il quale, durante il combattimento divenuto ben presto impari, aveva pensato bene di darsi per morto, immaginando che un uomo vivo avrebbe potuto far più comodo alla Tigre. Così, con l'aiuto di Lord Guillonk, decide di dar seguito a quello che era il piano fondamentale di Sandokan e Yanez: liberare il nipote del deposto rajah Muda-Hassin (tenuto prigioniero a Sedang) e attaccare, con i suoi fedeli e altre forze fresche racimolate a Mompracem, il regno di Brooke. Il piano va ad effetto e James Brooke viene deposto.
Conclusione
Entrambe le versioni si riallacciano in una conclusione unica: Sandokan decide galantemente di non far prigioniero James Brooke e lo lascia libero, poi saluta Ada, Kammamuri e Tremal-Naik, con l'auspicio di incontrarsi presto in India.

## Personaggi
- Sandokan
- Yanez de Gomera
- James Brooke
- Tremal-Naik
- Kammamuri
- Ada Corishant
- Lord James Guillonk

## Edizioni
- Emilio Salgari, I pirati della Malesia, Ugo Mursia.

## Adattamenti
Il romanzo è stato adattato in due lungometraggi, uno del 1941 e uno del 1964.